# クロノベリ県

クロノベリ県
Kronobergs län

クロノベリ県（クロノベリけん、Kronobergs län [ˈkrûːnʊˌbærj]）とは、スウェーデンの県の一つで略号はG。県庁所在地はヴェクショー（Växjö）市。県の面積は8466平方キロメートルで、2017年現在の人口は19万7040人。
県央北部に位置する都市アルヴェスタ(Alvesta)は鉄道輸送における要衝で、アルヴェスタ駅はスウェーデン鉄道(SJ)の乗換駅として重要な役割を果たしている。同駅は高速列車X2000の停車駅でもある。県南西部のエルムフルト(Älmhult)市はスウェーデンの家具メーカー・イケア発祥の地としても知られる。
ヴェクショーには20世紀初頭のスウェーデンからアメリカへの移民に関する情報を提供し、関連する品々の展示を行う出移民博物館(Utvandrarnas hus)がある。
県庁所在地のヴェクショーには総合大学のヴェクショー大学(国立)がキャンパスを置いている。

## 市
クロノベリ県には8の市がある。(アルファベット順)
- アルヴェスタ (Alvesta)
- レッセボー (Lessebo)
- ユングビー (Ljungby)
- マルカリード (Markaryd)
- ティングスリード (Tingsryd)
- ウップヴィーディンゲ (Uppvidinge)
- ヴェクショー (Växjö)
- エルムフルト (Älmhult)

|                          |
| クロノベリ県下の市の位置 |